# Troels Myndel Pedersen
Troels Myndel Pedersen (Copenhague, 26 de septiembre de 1916 - Corrientes, 5 de febrero de 2000) fue un naturalista botánico danés nacionalizado argentino, que trabajó extensamente en Argentina con la familia de las amarantáceas.
Vivió sus últimos años en su establecimiento de campo (que había adquirido su padre Niel Peter Pedersen en los años 20), el cual donaría en 1991 para establecer el Parque Nacional Mburucuyá, en el centro de la provincia de Corrientes.
Poseyó un herbario de 30.000 especímenes, que se resguarda en el "Instituto de Botánica del Nordeste".

## Algunas publicaciones

### Libros
- dárdano de Andrade-Lima, anne Fox Maule, troels Myndel Pedersen, knut Rahn. 1977. Marcgrave's Brazilian Herbarium collected 1638-44. 40 p.

- troels Myndel Pedersen. 1967. Studies in South American Amaranthaceae. Edición reimpresa de Darwiniana (San Isidro) 14. 22 p.

- ------------------------------. 1966. Cyperus laetus J.Presl and Cyperus rigens C.Presl, two badly understood South American sedges, with notes on some related species. 21 p.

## Honores
Fue honrado en su país natal como "Caballero de la Orden de Dannebrog"; Dr. honoris causa de la Universidad de Copenhague; Dr. honoris causa de la Universidad Nacional del Nordeste; y Académico Correspondiente de la Academia Nacional de Agronomía y Veterinaria.

### Epónimos
Una calle de Mburucuyá lleva su nombre en su honor.
Especies vegetales
- (Alliaceae) Nothoscordum pedersenii Ravenna[2]

- (Asteraceae) Baccharis pedersenii Cabrera[3]

- (Brassicaceae) Lepidium pedersenii Al-Shehbaz[4]

- (Caesalpiniaceae) Cassia pedersenii Burkart[5]

- (Caryophyllaceae) Stellaria pedersenii Volponi[6]

- (Clusiaceae) Hypericum pedersenii N.Robson[7]

- (Cyperaceae) Rhynchospora pedersenii Guagl.[8]

- (Euphorbiaceae) Jatropha pedersenii Lourteig[9]

- (Euphorbiaceae) Tithymalus pedersenii (Subils) Soják[10]

- (Fabaceae) Mimosa pedersenii Barneby[11]

- (Isoetaceae) Isoetes pedersenii H.P.Fuchs ex E.I.Meza & Macluf[12]

- (Malvaceae) Sida pedersenii Krapov.[13]

- (Mimosaceae) Mimosa pedersenii Barneby[14]

- (Myrtaceae) Myrcianthes pedersenii D.Legrand[15]

- (Poaceae) Poa pedersenii Nicora[16]

- (Potamogetonaceae) Potamogeton pedersenii Tur[17]

- (Rosaceae) Rubus pedersenii Martensen & H.E.Weber[18]

- (Scrophulariaceae) Bacopa pedersenii Rossow[19]

- (Solanaceae) Solanum pedersenii Cabrera[20]

- (Sterculiaceae) Byttneria pedersenii Cristóbal[21]

- La abreviatura «Pedersen» se emplea para indicar a Troels Myndel Pedersen como autoridad en la descripción y clasificación científica de los vegetales.[22]

## Fuente
- 2000. Anales de la Acad. Nac. de Agr. y Vetr. 54: LXIX
- 2000. Taxon, 49 (3): 573-576, ISSN 0040-0262
- Guaglianone, ER; R Kiesling. Darwiniana 38 (1/2): 58-58